# Club Deportivo Lumbreras
El Club Deportivo Lumbreras es un club de fútbol de España de la ciudad de Puerto Lumbreras en la Región de Murcia. Fue fundado en 1969 y actualmente compite en la Primera Autonómica. En 2019 cumplió su 50 aniversario.

## Historia
Fue fundado en 1969. Desde que salió a competición siempre ha estado en categorías regionales. A principios del siglo XXI, tuvo una época dorada en su historia al competir en Tercera División de forma alterna desde 1998 hasta el 2004, cuatro años después lo hizo de nuevo, en la 08/09 y en la 09/10, cuando en esa última campaña regresó a las categorías regionales donde bajó hasta dos categorías compitiendo en Primera Autonómica.

## Estadio

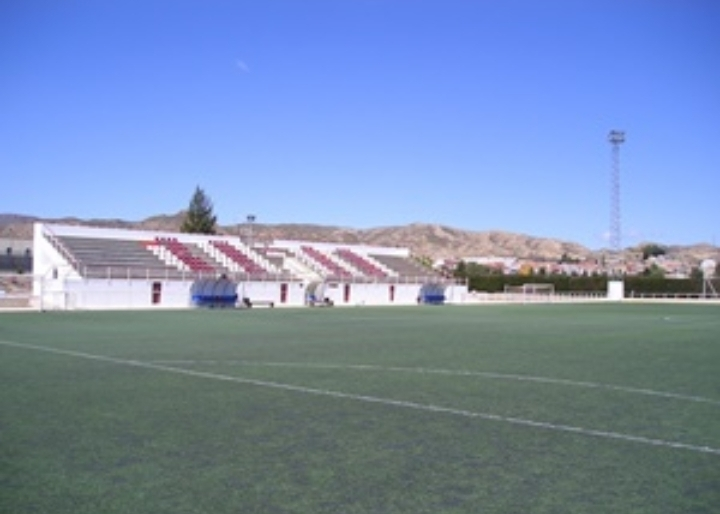

El Estadio Municipal de Puerto Lumbreras es el terreno de juego en el que entrena y disputa sus encuentros como local el CD Lumbreras tanto equipo senior como sus equipos base. Tiene capacidad para albergar a 2.000 personas en sus gradas. Cuenta con césped artificial , alumbrado y vestuarios remodelados.

## Cronología de los entrenadores
| Periodo         | Entrenador           |
| --------------- | -------------------- |
| 2009-2010       | Vicente Soler        |
| 2012-2013       | Juan Moya            |
| 2015-2016       | Alonso Parra         |
| 2016-2017       | Juanjo Asensio       |
| 2017-2018       | Francisco Abellán    |
| 2018-2022       | José Ángel Sánchez   |
| 2022-actualidad | José Carlos Olivares |

## Datos del club
- Temporadas en Primera División: 0
- Temporadas en Segunda División: 0
- Temporadas en Segunda División B: 0
- Temporadas en Tercera División: 7
- Temporadas en Preferente Autonómica: 24
- Temporadas en Primera Autonómica:21
- Mejor puesto en la liga: 14.º (Tercera División; temporadas 02-03)
- Peor puesto en la liga: 22.º (Primera Autonómica; temporada 18-19)